# Clawson Roop
James Clawson Roop (* 3. Oktober 1888 in Upland, Pennsylvania; † 23. Januar 1972 in Fairfield, Connecticut) war ein US-amerikanischer Wirtschaftsmanager und Regierungsbeamter, der zwischen 1929 und 1933 Direktor des Office of Management and Budget (OMB) war.

## Leben
Roop, Sohn von Albert A. Roop und dessen Ehefrau Mary Clawson Roop, begann nach dem Besuch der Blight School in Philadelphia 1905 ein Studium im Fach Elektrotechnik an der University of Pennsylvania, das er 1909 mit einem Bachelor of Science (B.S. Electrical Engineering) abschloss. Im Anschluss war er zwischen 1909 und 1910 selbst als Dozent für Elektroingenieurwesen an der University of Pennsylvania und danach von 1910 bis 1915 für die Philadelphia and West Chester Traction Company tätig. Daraufhin arbeitete er zwischen 1915 und 1916 als Berater von Professor G. F. Sever an der New York University (NYU) sowie von 1916 bis 1917 als Ingenieur für Bau- und Testarbeiten bei der J. G. White Management Corporation.
Während des Ersten Weltkrieges diente Roop zwischen 1917 und 1919 als Hauptmann, Major und zuletzt als Oberstleutnant im Ingenieurkorps der US Army sowie seit November 1918 als Mitglied im Stab des Alliierten Militärausschusses für Nachschub sowie Assistent des Generaleinkäufers der US Army, ehe er zwischen 1919 und 1921 als Ingenieur für allgemeine Aufsichts- und Sonderberichtsverfahren bei öffentlichen Baumaßnahmen tätig war. Im Juni 1922 wurde er Mitarbeiter im Office of Management and Budget (OMB) und war in diesem zuletzt zwischen Januar und Juni 1922 Assistierender Direktor. Für seine Verdienste im Ersten Weltkrieg wurde ihm 1922 die Army Distinguished Service Medal verliehen. Danach war er von 1922 bis 1925 für die Woods Brothers Construction Company in Lincoln tätig sowie von Mai 1925 bis Oktober 1926 Präsident von Monomarks, Inc. Im Anschluss arbeitete er von 1926 bis 1929 für die Dawes Brothers, Inc. in Chicago sowie zwischen April und Juli 1929 als Mitglied der Dominican Economics Commission.
Am 15. August 1929 wurde Roop, der Mitglied der Republikanischen Partei war, von US-Präsident Herbert Hoover als Nachfolger von Herbert Lord zum Direktor des Office of Management and Budget (OMB) berufen und bekleidete dieses Amt bis zum 3. März 1933, woraufhin Lewis Williams Douglas sein Nachfolger wurde. Nach seinem Ausscheiden aus dem Regierungsdienst war er ab 1935 bei der Fluggesellschaft Pan-American Airways, Inc. beschäftigt und war zuletzt bis 1949 als deren Vizepräsident und Finanzvorstand tätig. 1949 war er noch kurzzeitig Berater des Vorsitzenden des Munitionsausschusses.
Roop heiratete am 7. März 1929 Rebecca Haigh.